# Margareta Eriksdotter (Vasa, 1489–1541)
Margareta Eriksdotter (Vasa), född cirka 1489, död 1541 i Tyskland, var en svensk adelskvinna. Hon var syster till Ebba Eriksdotter (Vasa), syssling till kung Gustav Vasa och moster till drottning Margareta Eriksdotter (Leijonhufvud). 
Margareta Eriksdotter föddes som äldsta dotter till Anna Karlsdotter (Vinstorpaätten) och riksrådet tillika hövitsmannen Erik Karlsson (Vasa). Hon gifte sig före 1515 med Erik Knutsson (Tre Rosor), hövitsman på Kalmar slott. Hennes make tillhörde dem som avrättades i Stockholms blodbad 1520. 
Hon gifte om sig 1523 i S:t Lars kyrka i Söderköping, under rådsmötet där, med riddaren och riksrådet Berend von Melen. Hennes andra äktenskap var troligen arrangerat av hennes syssling kungen av politiska skäl. Enligt Peder Svarts krönika kallade Gustav Vasa till sig änkorna och döttrarna till de män som avrättats under Stockholms blodbad och uppmanade dem att gifta sig för rikets bästa eftersom han såg "många kvinnspersoner, men männen däremot äre ganska få",  och att de inte skulle tveka att gifta sig även med icke adliga män för rikets skull: Svart uppger att scenen ägde rum efter kröningen 1528, men den kunde mycket väl ha ägt rum vid hans trontillträde. Under Gustav Vasas första regeringsår var de adliga tyskarna Berend von Melen och Johan av Hoya bland hans viktigaste anhängare, och för att knyta dem till sig arrangerade han äktenskap mellan sin syssling Margareta och Berend von Melen 1523 och sin syster Margareta och Johan av Hoya 1524. 
Efter giftermålet fick Berend von Melen Kalmar slott i förläning och bosatte sig där med Margareta. 1525 blev paret inblandat i den maktkamp Kristina Gyllenstierna misstänktes för att iscensätta för att placera sin son Nils på tronen i samarbete med Sören Norby, som från sin bas på Gotland gjorde räder med sin flotta. Gustav Vasa sände ut Berend von Melen mot Norby, men denne ställde sig istället snart på Norbys sida. Peder Svarts krönika anklagar Margareta för att ha övertalat sin make att ställa sig på Norbys och Kristinas sida: "Vad det var för en geist honom det blåste i örat kan man icke säja. Docke mente en part att hans egen hustru skull göras, ty denne förkäring [klagande] skedde strax hon var dit kommen till honom."  Kristina Gyllenstierna sände också sin son Nils till von Melen och Margareta på Kalmar slott. På kontinenten spekulerade man om Norby och von Melen skulle göra gemensam sak eftersom de var "genom sina hustrur högt befryndade" med Sverige.
Paret tvingades dock lämna Kalmar och fly till Tyskland, varefter upproret strax krossades och Nils tillfångatogs vid Kalmars fall. Paret von Melen bosatte sig i Sachsen där maken fick en befattning hos kurfursten. Han lät också utge pamfletter som skadade Gustav Vasas anseende i Tyskland. Parets egendom i Sverige konfiskerades och förlänades i stället Margaretas syster Ebba. I sitt öppna brev förklarade kungen också hur Ebbas syster och svåger hade gjort sitt bästa för att skada kungen och riket. Margareta och hennes make försökte återfå sin svenska egendom från utlandet, särskilt som Margareta också väntade arv efter sin mor och farmor, men lyckades inte hävda sina rättigheter. Hon ifrågasatte 1536 konfiskationen av sina svenska gods och krävde sin syster på 15000 gyllen för dem, men Ebba vägrade med hänvisning till att hon inte tvingat till sig dem och kungen gav henne stöd, påpekade att Margareta hade övergivit sitt land och "så skändligt brukat sin fånyttige mun att stor skam om är att säga".
Margareta återvände aldrig till Sverige utan avled i Tyskland.